# Helophorus rufipes
Helophorus rufipes es una especie de escarabajo del género Helophorus, familia Hydrophilidae. Fue descrita científicamente por Bosc en 1791.
Habita en Bélgica, Bosnia y Herzegovina, Gran Bretaña, Bulgaria, Croacia, Francia, Alemania, Hungría, Italia, África del Norte, Portugal, España y Países Bajos.